# باتشين
باتشين (بالإسبانية: Pachín)‏ (مواليد 28 ديسمبر 1938) هو لاعب كرة قدم. يلعب مع منتخب إسبانيا لكرة القدم. سبق له أن لعب في كأس العالم لكرة القدم مع منتخب بلاده.

## روابط خارجية
- باتشين على موقع الاتحاد الدولي (مؤرشف)  (الإنجليزية)
- باتشين على موقع الاتحاد الأوربي (الإنجليزية)
- باتشين على موقع قاعدة بيانات كرة القدم.إي يو (الإنجليزية)
- باتشين على موقع ناشيونال فوتبول تيمز (الإنجليزية)